# Ita di Lotaringia
Ita di Lotaringia, chiamata anche Ida di Metz , talvolta riscontrabile con il nome di Itha o con la forma francese di Ide, (23 luglio 995 circa – dopo il 1035), contessa in Klettgau, è considerata la Stammmutter degli Asburgo.

## Biografia
Ita era la figlia di Adalberto II, conte di Saargau dalla stirpe dei Girardidi e Giuditta di Öhningen (o di Svevia), figlia del duca di Svevia Corrado.
Sposò Radbot d'Asburgo, conte im Klettgau (intorno al 980-1045), il costruttore di Habichtsburg (castello di Habsburg), figlio di Lanzelino di Muri e Liutgarda di Nellenburg.
Da questo matrimonio nacquero quattro figli:
- Ottone I († 28 giugno 1046), conte nel Sundgau;
- Alberto I o Adelberto I († 12 luglio 1046 o secondo altra fonte † 1056);
- Werner I (intorno al 1020-11 novembre 1096);
- Richenza d'Asburgo (1020 circa- 27 maggio 1080) ∞ conte Ulrico II di Lenzburg.

Insieme al marito, Ita fondò nel 1027 l'abbazia di Muri, nato come Eigenkloster degli Asburgo con benedettini dell'abbazia di Einsiedeln.
Non è certo che le persone sepolte nella chiesa del monastero di Muri siano Ita e Radbot.